# Thivolleo xanthographa
Thivolleo xanthographa là một loài bướm đêm trong họ Crambidae.